# Мълет (прическа)
Мълет (на английски: mullet – „кефал“) е прическа. Косата по-къса отпред и отстрани, а отзад остава дълга. Американците казват за мълета: „It’s all business in the front, and all party in the back“. Мълет се носи от мъже и жени.
Мълет е различна от „миша опашка“, която е тънка опашка от дълга коса, оставена отзад. Има много варианти, но мълета трябва да е с дължина поне 8 – 10 см.

## Произход
Произходът на мълета не е напълно ясен. Ентусиастите твърдят, че древните египтяни, както и галите и скандинавците, носели коса в стил мълет. Според американските легенди, рибарите през 19 век носели дълги коси отзад, за да не си простудят врата, и това довело до псевдонима на мълет, което в превод от английски означава кефал. Терминът се споменава и през 1967 г. във филма с Пол Нюман и Джордж Кенеди „Хладнокръвният Люк“, в който Кенеди нарича мъже с дълга коса „Mulletheads“. В Съединените щати прическата мълет се свързва с „белите боклуци“ – декласирано бяло население, което е на равна нога с чернокожите. По-късно модата за мълет прониква в средата на рок музиканти.
В 70-те и 80-те години на 20 век се връща мълет модата, като значителна роля в популяризирането му играе рок певеца Дейвид Боуи. Ако в 70-те години мълетът е бил къс, то през 80-те години той става много по-дълъг, което, заедно с начина на подчертаване, води до доста гротескен ефект.
Мълет е носен от много филмови актьори, спортисти и рок музиканти. В Канада и скандинавските страни мълет дори се нарича „хокеистична прическа“ (хокейфрила). Според традиционната версия, предложена от Оксфордския речник, терминът Mullet е измислен от музикантите от групата Beastie Boys, въпреки че изразът „mullet-headed“ се намира и в романа на Марк Твен „Приключенията на Хъкълбери Фин“.
Повратната точка в популярността на мълета е критична статия на Майк Ди в списание на групата „Beastie Boys“, публикувана през 1995 г. „Няма нищо по-лошо – от лоша прическа. И може би най-лошият пример тук е това, което наричаме мълет.“ Следващите няколко страници съдържат пасквил срещу прическата, придружен от голям брой снимки на знаменитости, които предпочитат този стил. Малко след публикуването на статията става популярна сред феновете на групата и като цяло в младежката култура. Това доведе до факта, че години след това мълета повсеместно се осмива.

## Известни личности с мълет
В Съветския съюз най-известните с мълет рок музиканти Виктор Цой (от 1983 г.); Алексей Глизин; Константин Кинчев, който възприе модата за мълет от американката Джоанна Стингрей. Днес мълет в страните от ОНД е много популярен и се носи от различни социални групи. В същото време в САЩ отношението към мълета е двусмислено.
Най-известните носители на мълет са музиканти Дейвид Боуи, Фил Колинс и Пол Маккартни, актьорът Мел Гибсън, хокейният играч Уейн Грецки, ретлерите Тери Хълк Хоган и Шон Майкълс (до средата на 90-те), фигуристът Джони Уиър, саксофонистът Скот Пейдж и певицата Йоланди Фисер.
Американската актриса Кристен Стюарт във филма „The Runaways“ трябваше да окоси типичната си дълга коса в прическа „дрипав мълет“ и да се боядиса от кестеняв в черен цвят.
Yo-landi от Die Antwoord и Kim Tae Hyun от BTS носят тази прическа.

## Разновидности
Има голям брой модификации на мълет, например, скълет (skull-et, англ. череп), skullet е подстрижка с електрическа машина (или плешива глава поради естествени причини) с дълга отзад коса (плешив с дълга коса).